# Cambridge (Maine)
Cambridge ist eine Town im Somerset County des Bundesstaates Maine in den Vereinigten Staaten. Im Jahr 2020 lebten dort 443 Einwohner in 258 Haushalten auf einer Fläche von 50,19 km².

## Geographie
Nach dem United States Census Bureau hat Cambridge eine Gesamtfläche von 50,19 km², von der 50,04 km² Land sind und 0,16 km² aus Gewässern bestehen.

### Geographische Lage
Cambridge liegt im Südosten des Somerset Countys und grenzt an das Piscataquis County und das Penobscot County. Der Sebasticook River bildet die südöstliche Grenze des Gebietes der Town. Auf dem Gebiet der Town befinden sich nur kleinere Seen, der größte ist der Cambridge Pond. Die Oberfläche ist leicht hügelig, der im Nordwesten gelegene, 211 m hohe Ham Hill ist die höchste Erhebung.

### Nachbargemeinden
Alle Entfernungen sind als Luftlinien zwischen den offiziellen Koordinaten der Orte aus der Volkszählung 2010 angegeben.
- Norden: Parkman, Piscataquis County, 7,3 km
- Nordosten: Sangerville, Piscataquis County, 14,7 km
- Osten: Dexter, Penobscot County, 13,4 km
- Süden: Ripley, 6,3 km
- Südwesten: Harmony, 10,6 km
- Nordwesten: Wellington, Piscataquis County, 11,3 km

### Stadtgliederung
In Cambridge gibt es drei Siedlungsgebiete: Cambridge, North Ripley und Webber.

### Klima
Die mittlere Durchschnittstemperatur in Cambridge liegt zwischen −11,1 °C (12 °F) im Januar und 20,0 °C (68 °F) im Juli. Damit ist der Ort gegenüber dem langjährigen Mittel der USA um etwa 9 Grad kühler. Die Schneefälle zwischen Oktober und Mai liegen mit bis zu zweieinhalb Metern mehr als doppelt so hoch wie die mittlere Schneehöhe in den USA; die tägliche Sonnenscheindauer liegt am unteren Rand des Wertespektrums der USA.

## Geschichte
Die Besiedlung des Gebietes von Cambridge begann im Jahr 1804. Mit Joseph Tyler, Noah Littlefield, Jacob Hatch und Mr. Kimball erreichten erste Siedler die Gegend und ließen sich nieder, weitere folgten. Das erste Kind wurde 1815 geboren und ab 1818 gab es den ersten Schulunterricht in einem Blockhaus. Durch ein großes Feuer, welches Teil des Mirimachi-Feuers, ein großer Waldbrand ausgehend von New Brunswick, gewesen sein soll, wurden im Jahr 1825 alle Häuser in Cambridge bis auf das „Lane House“ zerstört. Ein erstes Geschäft wurde 1827 eröffnet.
Am 8. Februar 1834 wurde Cambridge als eigenständige Town nördlich des Sebasticook River gegründet und von der Town Ripley südlich des Sebasticook Rivers abgetrennt. Benannt wurde Cambridge nach Cambridge in England. Der Vorschlag ging auf die elfjährige Tochter von Isaac Hooper zurück, in dessen Haus bei einem Treffen die Abspaltung beschlossen wurde. Sie wurde gebeten einen Namensvorschlag zu machen und schlug Cambridge vor, da sie gerade über diese Stadt etwas gelesen hatte.
Beschädigt wurde die Town auch durch einen Hurrikan, der 1874 über sie hinwegzog. Mehrere Häuser mussten abgerissen werden. Wie bei dem Brand von 1825 kamen auch hier keine Menschen ums Leben. Im Jahr 1885 wurden Teile von Wellington hinzugenommen.

### Einwohnerentwicklung
| Volkszählungsergebnisse – Town of Cambridge, Maine | Volkszählungsergebnisse – Town of Cambridge, Maine | Volkszählungsergebnisse – Town of Cambridge, Maine | Volkszählungsergebnisse – Town of Cambridge, Maine | Volkszählungsergebnisse – Town of Cambridge, Maine | Volkszählungsergebnisse – Town of Cambridge, Maine | Volkszählungsergebnisse – Town of Cambridge, Maine | Volkszählungsergebnisse – Town of Cambridge, Maine | Volkszählungsergebnisse – Town of Cambridge, Maine | Volkszählungsergebnisse – Town of Cambridge, Maine | Volkszählungsergebnisse – Town of Cambridge, Maine |
| Jahr                                               | 1800                                               | 1810                                               | 1820                                               | 1830                                               | 1840                                               | 1850                                               | 1860                                               | 1870                                               | 1880                                               | 1890                                               |
| -------------------------------------------------- | -------------------------------------------------- | -------------------------------------------------- | -------------------------------------------------- | -------------------------------------------------- | -------------------------------------------------- | -------------------------------------------------- | -------------------------------------------------- | -------------------------------------------------- | -------------------------------------------------- | -------------------------------------------------- |
| Einwohner                                          |                                                    |                                                    |                                                    |                                                    | 461                                                | 487                                                | 516                                                | 472                                                | 472                                                | 425                                                |
| Jahr                                               | 1900                                               | 1910                                               | 1920                                               | 1930                                               | 1940                                               | 1950                                               | 1960                                               | 1970                                               | 1980                                               | 1990                                               |
| Einwohner                                          | 364                                                | 369                                                | 318                                                | 324                                                | 310                                                | 326                                                | 354                                                | 281                                                | 445                                                | 490                                                |
| Jahr                                               | 2000                                               | 2010                                               | 2020                                               | 2030                                               | 2040                                               | 2050                                               | 2060                                               | 2070                                               | 2080                                               | 2090                                               |
| Einwohner                                          | 492                                                | 462                                                | 443                                                |                                                    |                                                    |                                                    |                                                    |                                                    |                                                    |                                                    |

## Wirtschaft und Infrastruktur

### Verkehr
Durch Cambridge verlaufen die Maine State Route 150, die Cambridge mit Hartland im Norden verbindet und die Maine State Route 152, die Cambridge mit St. Albans im Süden verbindet.

### Öffentliche Einrichtungen
Es gibt keine medizinischen Einrichtungen in Cambridge. Weitere befinden sich in Dexter, St. Albans, Dover und Hartland.
Cambridge besitzt keine eigene Bücherei, die nächstgelegene ist die Guilford Memorial Library in Guilford.

### Bildung
Cambridge gehört mit Abbot, Guilford, Parkman, Sangerville und Wellington zum MSAD 04.
Im Schulbezirk werden folgende Schulen angeboten:
- Piscataquis Community Elementary School in Guilford, mit den Schulklassen von Pre-Kindergarten bis Klasse 8
- Piscataquis Community High School in Guilford mit, den Schulklassen von Klasse 9 bis 12